# 杜万华
杜万华（1954年1月—），男，汉族，四川雅安人，中华人民共和国政治人物，二级大法官，曾任最高人民法院审判委员会副部级专职委员、民事审判第一庭庭长。